# 응석 (승려)
응석(應碩)은 조선 후기의 승려로, 19세기 전반 출생한 것으로 추정되며 19세기 후반에 서울과 경기 지역에서 주로 활동하였다. 남양주 봉영사 아미타불도, 서울 보문사 신중도, 서울 보문사 지장시왕도 등 오늘날 문화재로 지정된 여러 불화를 그린 것으로 알려져 있다. 본관은 김해 김씨이며, 법호는 경선(慶船)이다.